# 八代亜紀 お宝シリーズ 第一弾 忘れないでね
八代亜紀 お宝シリーズ 第一弾 忘れないでね（やしろあき おたからシリーズ だいいちだん わすれないでね）は2025年4月21日にニューセンチュリーレコードより発売された八代亜紀のベスト・アルバム。

## 概要
八代亜紀が20代から30代のときに収録した楽曲10作品を収録したベスト・アルバム。

## 収録曲
1. 舟唄
2. 夢芝居
3. 石狩挽歌
4. つぐない
5. 海猫
6. 恋の町札幌
7. 命火
8. くちなしの花
9. 氷雨
10. 雨の慕情

## 封入写真をめぐる騒動
八代の楽曲約260作品の原盤権などを保有すると主張しているニューセンチュリーレコードは八代のフルヌード写真2枚を封入特典として収録したことで物議をかもした。写真は八代が24-25歳の頃に愛人関係にあったディレクター男性が撮ったもの。
1986年に八代が日本コロムビアに移籍後、前の所属先のセンチュリーレコードは経営難に陥って3億円の借金を抱え、2000年頃にニューセンチュリーレコード社長が原盤権や会社の物品を買い取ってその中に八代の写真もあり、売買契約書も存在するという。八代が生前に所属していたミリオン企画社長が立ち上げた八代ミュージック&ギャラリーが八代の権利物の管理を行っているが、本作発売の許諾はとられていない。
ニューセンチュリーレコード社長は本作の発売理由について、2024年に八代の自宅が売却され彼女の思い出がもっと長く残って欲しかったことや八代の個人事務所が解散して別の会社が設立された事情を知りたく、彼女の遺産が食い潰されているのではないかと危惧したと言い、自らは筋の通っていないことが嫌いで、本作を暴露扱いされてもよく、批判される謂れはないとしている。なお自宅売却は八代の遺言であるとされる。発売への批判を受けてニューセンチュリーレコードは予定通りリリースして誰からの嫌がらせでも受けて立つとした。
この問題を受けて発売中止を求める声が挙がったことから4月11日時点で大手通販サイトでは流通会社から出荷が止まり、Amazon、タワーレコード、楽天ブックス、Yahoo!ショッピング、Joshin webショップで予約できなくなっていた。レコード店で販売ができなくなったがこれに対しニューセンチュリーレコード社長は現金書留による直販を行うとした。
この問題には武田鉄矢、田中健、松山千春、近田春夫のような芸能界のみならず八代の出身の熊本県知事の木村敬、八代市市長中村博生、ニューセンチュリーレコード所在地の鹿児島県知事塩田康一からも否定、批判を受けた。

### 法的問題
八代ミュージック&ギャラリーは極めて不愉快な出来事で、絶対に許すことはできず、遺族や弁護士と話し合いを重ね、刑事民事問わずあらゆる手続きを行っているとコメントした。同社は2025年3月27日、弁護士を通じてニューセンチュリーレコードに写真の使用などをしないように求める通知書を送付するも、4月14日までに回答はなかった。
弁理士の福地武雄は故人の写真などを含む追悼作品を無断で発売するのは肖像権やパブリシティ権侵害の可能性があり、写真の著作権を撮影者がもっていてもヌード写真はプライバシー権や人格権侵害、名誉毀損にあたるかも知れず、遺族による販売差し止めや損害賠償請求の可能性も挙げている。
弁護士の服部啓一郎は八代が写真の公表に同意していたとは考え難く、リベンジポルノ防止法違反の可能性を挙げている。
志學館大学法学部准教授淵脇千寿保は名誉毀損は死者に対しては、虚偽によるものでないといけないため本作のような場合は難しいとの見解を示している。
弁護士の八代英輝は写真の権利が本当に移動しているか疑問であることや恐喝未遂にもあたる事案だとしている。
弁護士の橋下徹はヌード写真は性器が露出していないとわいせつ物頒布等罪にはならないが、本作の購入者や転売者は権利侵害なる可能性を指摘、写真の売買契約についても個人的な写真が含まれているのか、そのようなものまで売買できないのではないかとみている。